# Cnephasia alticola
Cnephasia alticola es una especie de polilla perteneciente al género Cnephasia, categorizada en la tribu Cnephasiini, de la subfamilia Tortricinae.

## Distribución
Se distribuye por Rusia.

## Taxonomía
Fue descrita por Kuznetzov en 1966 y publicada por primera vez en Trud. Zool. Inst. Leningrad 37: 205.